# Vääna jõe
Vääna jõe este o arie protejată (arie specială de conservare — SAC, sit de importanță comunitară — SCI) din Estonia întinsă pe o suprafață de 28,9 ha, integral pe uscat.

## Localizare
Centrul sitului Vääna jõe este situat la coordonatele 59°24′42″N 24°23′41″E / 59.4116°N 24.3946°E.

## Înființare
Situl Vääna jõe a fost declarat sit de importanță comunitară în mai 2009 pentru a proteja 6 specii de animale. Situl a fost protejat și ca arie specială de conservare în iulie 2014.

## Biodiversitate
Situată în ecoregiunea boreală, aria protejată conține 1 habitat natural: Cursuri de apă de la nivel de câmpie la nivel montan, cu vegetație Ranunculion fluitantis și Callitricho-Batrachion.
La baza desemnării sitului se află mai multe specii protejate:
- mamifere (1): vidră de râu (Lutra lutra)
- nevertebrate (1): Unio crassus
- pești (4): zvârluga (Cobitis taenia), zglăvoacă (Cottus gobio), Lampetra fluviatilis, somonul (Salmo salar)